# Ruchoma szopka w Łące Prudnickiej
Ruchoma szopka w Łące Prudnickiej – jedna z najstarszych ruchomych szopek bożonarodzeniowych w Polsce, znajdująca się w Łące Prudnickiej koło Prudnika, przy ul. Nad Złotym Potokiem 88.

## Historia
Szopkę zbudował w 1947 roku Jan Trybuła, zainspirowany ruchomą szopką w Wambierzycach. Trybuła własnoręcznie wykonał 120 figur ludzi i zwierząt oraz cały mechanizm poruszający konstrukcją. Z powodu braku materiałów, w konstrukcji zostały wykorzystane koła z roweru i wózków dziecięcych, paski klinowe z maszyn rolniczych, a silniki m.in. z pralki. Początkowo była usytuowana w kaplicy, przerobionej z sali restauracyjnej. Została przeniesiona do kościoła Matki Boskiej Częstochowskiej w Łące Prudnickiej po zakończeniu jego budowy w 1964. Została postawiona pod chórem, przez następnych kilka lat była w bocznym ołtarzu, a gdy proboszczem parafii w Łące Prudnickiej został Wenancjusz Kądziołka – została umieszczona w prezbiterium głównego ołtarza. Szopka była aktywnie rozbudowywana. W pierwszym etapie budowy współpracownikami Trybuły byli Zbigniew Bar, Czesław Malski, Tadeusz Ponoś i Jan Sroka, natomiast w drugim: Irena Madera, Michał Pusz, Ludwik Wer i Bronisław Traczyk. Przed szopką urządzane były liczne koncerty muzyczne, chóralne oraz wspólne kolędowanie.
Po śmierci księdza Wenacjusza Kądziołka w 1996 szopka została usunięta z kościoła. Bez wiedzy Jana Trybuły, została rozebrana i częściowo zdewastowana. Zdaniem kurii w Opolu, pozostawienie szopki w kościele „groziło pożarem, a nawet śmiertelnym wypadkiem”. W 1998, po naradzie z mieszkańcami Łąki Prudnickiej, Moszczanki i Prudnika, Trybuła wraz z Czesławem Rutkowskim, Stanisławem Dereniem i Józefą Soboniak postanowili wybudować szopkę na wozie, aby uruchomić i wykorzystać elementy szopki z kościoła. Była to pierwsza w Polsce szopka tego typu. W dniach 23–24 stycznia 1999 szopka na wozie została zaprezentowana podczas wojewódzkiego przeglądu zespołów kolędniczych „Herody” w Lewinie Brzeskim. Wówczas powstała nazwa szopki umieszczona na licznych plakatach w mieście: „Ruchoma Szopka Bożonarodzeniowa na wozie Drzymały Jana Trybuły”, nawiązująca do wozu Michała Drzymały. Szopka na wozie była prezentowana kilkukrotnie w Prudniku, m.in. przy okazji Wielkiej Orkiestry Świątecznej Pomocy i na Wystawie Twórców Ludowych i Rzemiosła Artystycznego Pogranicza Polsko-Czeskiego, zdobywając czołowe miejsca w konkursie na najciekawsze stoisko. Ponadto prezentowano ją m.in. w Brzegu na placu przed Centrum Kultury, w Głuchołazach na stadionie w czasie Dni Głuchołaz, oraz w Opolu na zaproszenie Izby Rzemieślniczej. Trybuła nie przystawał na zaproszenia do Warszawy i Krakowa z powodu trudności transportowania szopki ciągnikiem na długie odległości.
Jan Trybuła wybudował na swoim podwórzu specjalny pawilon, w którym umiejscowiono szopkę. Nieodpłatnie uruchamiał szopkę dla zainteresowanych turystów. Po jego śmierci w 2011, opiekę nad szopką przejęli syn Piotr i wnuk Paweł.

## Konstrukcja
W szopce znajdują się m.in. figury Świętej Rodziny, drwali rąbiących drewno, pasterzy z Betlejem, wędkarza łowiącego ryby na łódce, grającej orkiestry, aniołów, Trzech Króli, baranków, Jana Pawła II. Łącznie zawiera ponad 120 ruchomych figur napędzanych pięcioma silnikami. Jest oświetlona, mieści się w specjalnym budynku z osłanianą sceną w stronę widowni. Jest uruchamiana od 24 grudnia do 6 stycznia.